# Kampfgeschwader 254
Kampfgeschwader 254 (dobesedno slovensko: Bojni polk 254; kratica KG 254) je bil bombniški letalski polk (Geschwader) v sestavi nemške Luftwaffe.

## Organizacija
- štab
- I. skupina
- II. skupina
- III. skupina
- IV. skupina

## Vodstvo polka
Poveljniki polka (Geschwaderkommodore)
- Oberst Wilhelm Süssmann: 1. april 1937
- Oberst Walter Lackner: 1. januar 1938